# أرزقي مترف
أرزقي بلعيد مترف (1952-) كاتب وشاعر وصحفي جزائري، ولد في بلدة سور الغزلان قرب البويرة، عاش في البويرة ثم انتقل إلى الأغواط ثم إلى مدينة الجزائر، ودرس في معهد الدراسات السياسية بالجزائر العاصمة، أصبح صحفيًا في عام 1972 وعمل في عدة صحف منها الوحدة والثورة الإفريقية والمجاهد والجزائر الفعلية، وأسس مع الطاهر جعوط وعبد الكريم جعاد صحيفة القطيعة الأسبوعية Ruptures في 16 يناير 1993 ورأس تحريرها. حتى توقفها عن النشر في عددها الثلاثين تقريبًا، وذلك بعد اغتيال جعوط في 26 مايو 1993.
بعد اغتيال جعوط غادر مترف إلى فرنسا في 1993، وعاد إلى الجزائر في 2001، وعمل مع صحيفة الجارديان اليومية اللندنية وفي القسم العالمي من مجلة بوليتيس الأسبوعية، ألقى محاضرات عن الجزائر في فرنسا وفي الخارج، ونشر العديد من الكتب، بدأ الرسم في عام 2003، ونظم أول معرض له في 2004.

## مؤلفاته
- «الجزائر، سجلات بلد جريح - (بالفرنسية: Algérie, Chroniques d'un pays blessé)»، دومينز بيزناس، 1998.[5]
- «الجزائر، الحقيقة ولكن ليس كل الحقيقة - (بالفرنسية: Algérie, la vérité mais pas toute la vérité)» (سجلات 1997-2002)، دومينز، بيزناس، 2002.[6]
- «قصة القبايل - (بالفرنسية: Kabylie Story)»، الجزائر، 2005.[7]

### قصائد
- «الموت في سن العشرين - (بالفرنسية: Mourir à vingt ans)»، باريس، 1974.[8]
- «سنة سعيدة أو الأفراح المدسوسة - (بالفرنسية: Bonne année ou les joies perfides)»، بالتعاون مع عبد المجيد كواح، منشورات ستالنسيل، الجزائر، 1977.
- «متمردة وجارة - (بالفرنسية: Iconoclaste et riveraine)»، رسومات حميد تيبوشي، باريس، 1986.[9]
- «عاكس الضوء - (بالفرنسية: Abat-jour)»، دومينز، بيزناس، 1996.[10]
- «سندباد، مشاغب - (بالفرنسية: Sindbad, émeutier)»، دومينز، بيزناس، 2004.[11]
- «تلاشي تين حنان - (بالفرنسية: L'Évanescence de Tin Hinan)»، دومينز، بيزناس، 2004.[11]
- «بروميثيوس، الحب - (بالفرنسية: Prométhée, l'amour)»، رسومات حميد تيبوشي، دومينز، بيزناس، 2009.

### روايات وقصص قصيرة
- «أرباع مسجلة - (بالفرنسية: Quartiers consignés)»، باريس، 1996.
- «دوار موسم في المنفى - (بالفرنسية: Douar, une saison en exil)»، دومينز، بيزناس، 2006.[12]
- «رومان القبايل أو كتاب الأجداد - (بالفرنسية: Roman de Kabylie ou Le livre des ancêtres)»، 2010.[13]
- «السائر في النوم - (بالفرنسية: La Traversée du somnambule)»، طبعات كوكو، 2015، الجزائر.[14]
- «ليوم الذي أخرج الكرمل بندقيته - (بالفرنسية: Le jour où Carmel sortit son revolver)»، داليمن، 2015، الجزائر.[15]
- «أبناء عمي من الأمريكتين - (بالفرنسية: Mes cousins des Amériques)»، طبعات كوكو، 2017، الجزائر.[16]
- «شارع الليل - (بالفرنسية: Rue de la Nuit)»، طبعات كوكو، 2019، الجزائر.[17]

### مسرح
- «الأولوية للريحان - (بالفرنسية: Priorité au basilic)»، رسومات علي ديلم، دومينز، بيزناس، 1997.[18]
- «ليلة الشك - (بالفرنسية: La Nuit du doute)»، دومينز، بيزناس، 1997.[18]
- «حاشية إلى ليلة الشك - (بالفرنسية: Postscriptum à La nuit du doute)».[19]
- «أمفورا - (بالفرنسية: L'Amphore)»، دومينز، بيزناس، 2002.[20]
- «عذاب الساعة الرملية - (بالفرنسية: L'Agonie du sablier)»، دومينز، بيزناس، 2003.[21]
- «حدس الصحراء - (بالفرنسية: L'Intuition du désert)».
- «نافذة الرياح - (بالفرنسية: La Fenêtre du vent)».

## جوائز
- الجائزة الكبرى لأحسن وثائقي (المهرجان الدولي الحادي عشر للفيلم الأمازيغي) عن فيلمه «يوم تحت الشمس» (2018).[22]